# Arthur Vermeeren
Arthur Vermeeren (Lier, 7 de febrero de 2005) es un futbolista belga que juega de centrocampista en el R. B. Leipzig de la 1. Bundesliga.

## Trayectoria
Hizo su debut profesional con el Royal Antwerp como suplente en la segunda mitad de la Liga Europa Conferencia de la UEFA 2022-23 en el Bosuilstadion en la victoria por 2-0 en el partido de vuelta contra el Lillestrøm S. K. el 11 de agosto de 2022. Le dijo a los medios después de su debut que no podría haber imaginado un mejor debut. Recibió elogios del entrenador Mark van Bommel, quien dijo: “Arthur es un futbolista inteligente, es divertido trabajar con él. Tiene muchas ganas de aprender y demostrar que sabe jugar. Entonces tendrá algo de tiempo para jugar. Lo disfrutó, creo. Es agradable de ver".
En abril de 2023 fue titular en la final de la Copa de Bélgica de 2023 cuando el Antwerp derrotó al K. V. Malinas 2-0. También ganaron la Pro League y la Supercopa de Bélgica.
El 26 de enero de 2024 se hizo oficial su fichaje por el Atlético de Madrid para lo que quedaba de temporada y seis más. Sin embargo, siete meses después de su llegada fue cedido con opción de compra al R. B. Leipzig. En enero se hizo efectiva dicha opción después de cumplirse determinadas condiciones que ambos clubes habían pactado.

## Selección nacional
El 13 de octubre de 2023 hizo su debut con la selección de Bélgica en un encuentro ante Austria en el que se clasificaron para la Eurocopa 2024.

### Participaciones en Eurocopas
| Copa          | Sede     | Resultado        | Partidos | Goles |
| ------------- | -------- | ---------------- | -------- | ----- |
| Eurocopa 2024 | Alemania | Octavos de final | 0        | 0     |

## Estadísticas

### Clubes
Actualizado al último partido disputado el 17 de mayo de 2025.
| Club                             | Div.          | Temporada     | Liga  | Liga  | Liga   | Copas nacionales | Copas nacionales | Copas nacionales | Copas internacionales | Copas internacionales | Copas internacionales | Total | Total | Total  |
| Club                             | Div.          | Temporada     | Part. | Goles | Asist. | Part.            | Goles            | Asist.           | Part.                 | Goles                 | Asist.                | Part. | Goles | Asist. |
| -------------------------------- | ------------- | ------------- | ----- | ----- | ------ | ---------------- | ---------------- | ---------------- | --------------------- | --------------------- | --------------------- | ----- | ----- | ------ |
| Royal Antwerp F. C. II · Bélgica | 3.ª           | 2022-23       | 6     | 1     | 0      | ―                | ―                | ―                | ―                     | ―                     | ―                     | 6     | 1     | 0      |
| Royal Antwerp F. C. II · Bélgica | Total club    | Total club    | 6     | 1     | 0      | 0                | 0                | 0                | 0                     | 0                     | 0                     | 6     | 1     | 0      |
| Royal Antwerp F. C. · Bélgica    | 1.ª           | 2022-23       | 26    | 1     | 2      | 6                | 0                | 0                | 2                     | 0                     | 0                     | 34    | 1     | 2      |
| Royal Antwerp F. C. · Bélgica    | 1.ª           | 2023-24       | 21    | 1     | 3      | 3                | 0                | 0                | 8                     | 1                     | 3                     | 32    | 2     | 6      |
| Royal Antwerp F. C. · Bélgica    | Total club    | Total club    | 47    | 2     | 5      | 9                | 0                | 0                | 10                    | 1                     | 3                     | 66    | 3     | 8      |
| Atlético de Madrid · España      | 1.ª           | 2023-24       | 5     | 0     | 0      | 0                | 0                | 0                | 0                     | 0                     | 0                     | 5     | 0     | 0      |
| Atlético de Madrid · España      | Total club    | Total club    | 5     | 0     | 0      | 0                | 0                | 0                | 0                     | 0                     | 0                     | 5     | 0     | 0      |
| R. B. Leipzig · Alemania         | 1.ª           | 2024-25       | 28    | 0     | 2      | 4                | 0                | 0                | 7                     | 0                     | 0                     | 39    | 0     | 2      |
| R. B. Leipzig · Alemania         | Total club    | Total club    | 28    | 0     | 2      | 4                | 0                | 0                | 7                     | 0                     | 0                     | 39    | 0     | 2      |
| Total carrera                    | Total carrera | Total carrera | 86    | 3     | 7      | 13               | 0                | 0                | 17                    | 1                     | 3                     | 116   | 4     | 10     |

## Palmarés

### Títulos nacionales
| Título               | Club                | País    | Año  |
| -------------------- | ------------------- | ------- | ---- |
| Copa de Bélgica      | Royal Antwerp F. C. | Bélgica | 2023 |
| Pro League           | Royal Antwerp F. C. | Bélgica | 2023 |
| Supercopa de Bélgica | Royal Antwerp F. C. | Bélgica | 2023 |